# Padiglione Tứ Phương Vô Sự
Il padiglione Tứ Phương Vô Sự o padiglione delle Quattro direzioni è un padiglione situato su di un bastione lungo il limite settentrionale della città imperiale di Huế in Vietnam. 

## Storia
L'edificio venne fatto erigere nel 1923 dall'imperatore Khải Định al posto di una precedente torre di avvistamento per farne un belvedere da cui ammirare il paesaggio circostante.
Il padiglione è stato pesantemente danneggiato durante l'offensiva del Têt dai bombardamenti americani; l'edificio è stato infine in gran parte ricostruito nel 2010. La sua terrazza è oggi adibita a caffè per i turisti.

## Descrizione
L'edificio coniuga elementi architettonici asiatici con altri di tradizione europea. Grandi statue di draghi ornano le falde della doppia copertura.